# Onironauta
Onironauta (do grego óneiros, sonho, e náutés, navegante/explorador) é uma pessoa que explora sonhos lúcidos, dominando-os e conduzindo seus eventos, habilidade conhecida como Onironáutica, do inglês Oneironautics. Um onironauta tem a capacidade de sonhar o mesmo sonho mesmo depois de acordar e dormir de novo, o termo foi cunhado por Stephen LaBerge, na Universidade de Stanford, em 1980. Grandes personalidades ao longo da história como Nikola Tesla, Salvador Dali, Richard Feynman, Thomas Edison, entre outros, utilizaram o plano onírico como chave de suas descobertas e criatividades.

## Pesquisa Científica
Em 1968, Celia Green analisou as principais características dos sonhos lúcidos, revisando a literatura publicada anteriormente sobre o assunto e incorporando novos dados de seus próprios participantes. Ela concluiu que os sonhos lúcidos eram uma categoria de experiência bastante distinta dos sonhos comuns e disse que estavam associados ao sono de movimentos oculares rápidos (sono REM). Green também foi a primeira a vincular os sonhos lúcidos ao fenômeno dos falsos despertares.
Em 1975, o Dr. Keith Hearne teve a ideia de explorar a natureza dos movimentos oculares rápidos (REM) para permitir que um sonhador enviasse uma mensagem diretamente dos sonhos para o mundo desperto. Trabalhando com um sonhador lúcido experiente (Alan Worsley), ele finalmente conseguiu registrar (por meio do uso de um eletrooculograma ou EOG) um conjunto predefinido de movimentos oculares sinalizados de dentro do sonho lúcido de Worsley. Isso ocorreu por volta das 8h da manhã de 12 de abril de 1975. O experimento EOG de Hearne foi formalmente reconhecido por meio da publicação na revista The Society for Psychical Research. O sonho lúcido foi posteriormente pesquisado pedindo aos sonhadores que realizassem respostas físicas predeterminadas enquanto vivenciavam um sonho, incluindo sinais de movimento dos olhos.
Em 1980, Stephen LaBerge, da Stanford University, desenvolveu técnicas de sonhos lúcidos como parte de sua tese de doutorado.  Em 1985, LaBerge realizou um estudo piloto que mostrou que a percepção do tempo durante a contagem durante um sonho lúcido é quase a mesma que durante a vida desperta. Os sonhadores lúcidos contaram dez segundos enquanto sonhavam, sinalizando o início e o fim da contagem com um sinal de olho pré-arranjado medido com registro de eletrooculograma. Os resultados de LaBerge foram confirmados pelos pesquisadores alemães D. Erlacher e M. Schredl em 2004. 
Em um estudo posterior de Stephen LaBerge, quatro sujeitos foram comparados cantando enquanto sonha ou contando enquanto sonha. LaBerge descobriu que o hemisfério direito era mais ativo durante o canto e o hemisfério esquerdo era mais ativo durante a contagem. 
O neurocientista J. Allan Hobson formulou a hipótese do que pode estar ocorrendo no cérebro durante a lucidez. O primeiro passo para o sonho lúcido é reconhecer que se está sonhando. Esse reconhecimento pode ocorrer no córtex pré-frontal dorsolateral, que é uma das poucas áreas desativadas durante o sono REM e onde ocorre a memória de trabalho. Uma vez que esta área é ativada e o reconhecimento do sonho ocorre, o sonhador deve ser cauteloso para deixar o sonho continuar, mas estar consciente o suficiente para lembrar que é um sonho. Enquanto mantém esse equilíbrio, a amígdala e o córtex para-hipocampal podem ser ativados com menos intensidade.  Para continuar a intensidade das alucinações do sonho, espera-se que a ponte e a junção parieto-occipital permaneçam ativas.
Usando eletroencefalografia (EEG) e outras medidas polissonográficas, LaBerge e outros mostraram que os sonhos lúcidos começam no estágio de movimento rápido dos olhos (REM) do sono. LaBerge também propõe que há maiores quantidades de atividade das ondas cerebrais da banda de frequência beta-1 (13-19 Hz) experimentada por sonhadores lúcidos, portanto, há um aumento da quantidade de atividade nos lobos parietais fazendo do sonho lúcido um processo consciente. 
Paul Tholey, psicólogo alemão da Gestalt e professor de psicologia e ciência do esporte, originalmente estudou os sonhos a fim de resolver a questão de saber se alguém sonha em cores ou em preto e branco. Em sua pesquisa fenomenológica, ele delineou um quadro epistemológico usando o realismo crítico. Tholey instruiu seus súditos a continuamente suspeitarem que a vida desperta era um sonho, para que tal hábito se manifestasse durante os sonhos. Ele chamou essa técnica para induzir sonhos lúcidos de Reflexionstechnik (técnica de reflexão). Os sujeitos aprenderam a ter sonhos lúcidos; eles observaram o conteúdo do sonho e relataram-no logo após acordarem. Tholey poderia examinar as habilidades cognitivas das figuras oníricas. Nove sonhadores lúcidos treinados foram orientados a definir outras figuras oníricas tarefas aritméticas e verbais durante o sonho lúcido. As figuras oníricas que concordaram em realizar as tarefas mostraram-se mais bem-sucedidas nas tarefas verbais do que nas aritméticas. Tholey discutiu seus resultados científicos com Stephen LaBerge, que tem uma abordagem semelhante.
Um estudo foi conduzido por Stephen LaBerge e outros cientistas para ver se era possível atingir a capacidade de sonho lúcido por meio de uma droga. Em 2018, a galantamina foi administrada a 121 pacientes em um ensaio duplo-cego controlado por placebo, o único de seu tipo. Alguns participantes descobriram um aumento de até 42% em sua capacidade de ter sonhos lúcidos, em comparação com os autorrelatos dos últimos seis meses, e dez pessoas tiveram um sonho lúcido pela primeira vez. É teorizado que a galantamina permite que a acetilcolina se acumule, levando a uma maior lembrança e consciência durante o sonho.

### Teorias Alternativas
Outros pesquisadores sugerem que o sonho lúcido não é um estado de sono, mas de uma breve vigília, ou "microdespertar".  Experimentos de Stephen LaBerge usaram a "percepção do mundo exterior" como um critério para a vigília durante o estudo de sonhadores lúcidos, e seu estado de sono foi corroborado com medições fisiológicas. Os sujeitos de LaBerge experimentaram seus sonhos lúcidos enquanto estavam em um estado de REM, o que os críticos achavam que pode significar que os sujeitos estão totalmente despertos. J. Allen Hobson respondeu que o sonho lúcido deve ser um estado de vigília e sonho. 
O filósofo Norman Malcolm argumentou contra a possibilidade de verificar a exatidão dos relatos de sonhos, apontando que "o único critério da verdade de uma afirmação de que alguém teve certo sonho é, essencialmente, dizê-lo". 

## Criatividade
No livro,The Committee of Sleep, Deirdre Barrett descreve como alguns onironautas experientes aprenderam a se lembrar de objetivos práticos específicos, como artistas em busca de inspiração que buscam uma apresentação de seu próprio trabalho assim que se tornam lúcidos ou programadores de computador procurando uma tela com o que deseja um código. No entanto, a maioria desses onironautas teve muitas experiências falhas em lembrar os objetivos da vigília antes de adquirir esse nível de controle e lucidez. 
No Exploring the World of Lucid Dreaming de Stephen LaBerge e Howard Rheingold (1990) discute a criatividade nos sonhos e sonhos lúcidos, incluindo depoimentos de várias pessoas que afirmam ter usado a prática dos sonhos lúcidos para ajudá-los a resolver uma série de questões criativas, de um pai aspirante pensando em nomes de bebês em potencial a um cirurgião praticando técnicas cirúrgicas. Os autores discutem como a criatividade nos sonhos pode resultar do "acesso consciente aos conteúdos de nossas mentes inconscientes"; acesso ao "conhecimento tácito" - as coisas que sabemos, mas não podemos explicar, ou coisas que sabemos, mas não temos consciência de que sabemos. 
O livro Dreams Behind the Music de Craig Webb (2016) detalha os sonhos lúcidos de vários artistas musicais, incluindo como eles são capazes não apenas de ouvir, mas também de compor, mixar, arranjar, praticar e executar música enquanto estão conscientes em seus sonhos.